# Афрички прдавац
Афрички прдавац (лат. Crex egregia, рус. Африканский коростель) врста је птице из породице барских кока (лат. Rallidae). Насељава велики део Подсахарске Африке или као станарица или као селица.

## Опис
Афрички прдавац достиже дужину од 20–23 cm, и има распон крила од 40–42 cm. Перје на горњем делу тела је црно са смеђим ободима, потиљак и задња страна врата су светлосмеђе боје. Од кљуна до изнад ока има белу линију. Перје са бочних страна главе, предњег дела врата, грла и груди је плавичасто-сиво. Перје на боковима је пругасто црно-бело. Око је црвене боје, кљун црвенкаст, а ноге и стопала су светлосмеђи или сиви. Мужјаци и женке слично изгледају, иако је женка мало ситнија, са једноличнијем перјем и слабије израженим шарама на глави.
Афрички прдавац нема подврста, а не постоји ни разлика у изгледу између различитих популација. Митарење се у потпуности завршава након гнежђења.

## Распрострањеност и станиште
Афрички прдавац се јавља широм Подсахарске Африке од Сенегала на западу до Кеније на истоку, на југу све до јужноафричке покрајине Квазулу-Натал. На југу и југозападу Африке није присутан само у сушним пределима, где лети падне веома мало кише. У свом ареалу је веома бројан и широко распрострањен, са изузетком кишних шума и сувљих области.
У јужном делу свог ареал је селица. Гнезди се углавном у време сезоне киша. Након што јужно од екватора падне довољно велика количина кише и трава која пружа заклон гнездима порасте, део птица започиње сеобу на југ. До ове сеобе долази углавном између новембра и априла, повратна сеоба почиње након што суше и пожари доведу до уништавања траве.

## Гнежђење
Гнездо, које је купастог облика, прави од лишћа траве, у удубљењима која су скривена у трави или у жбуњу. Гнезда прави на сувом или мало изнад стајаће воде, а понекад и прави плутајућа гнезда. Спољашњи пречник гнезда је 20 cm, а унутрашњи 11–12 cm, гнездо је дубоко 2–5 cm. Величина легла је 3-11 јаја. Оба пола леже на јајима, излегање почиње након 14 дана и сви птићи се излежу у року од 48 сати. Птићи су потркушци и црне су боје, убрзо након излегања напуштају гнезда, након чега их родитељи и даље хране и штите.

## Исхрана
Афрички прдавац се храни бескичмењацима, као што су глисте, пужеви, мекушци, инсекти и њихове ларве, нарочито термити, мрави, тврдокрилци и скакавци. Понекад се храни и малим кичмењацима као што су мале жабе и рибе. Као и храном биљног порекла, нарочито семењем трава, али и зеленим изданцима, лишћем и семењем других биљака. Понекад се храни и пиринчем, кукурузом и грашком, али није пољопривредна штеточина.